# Hurajbil
Hurajbil (arab. حريبل) – miejscowość w Syrii, w muhafazie Aleppo. W 2004 roku liczyła 1032 mieszkańców.